# Kreidler

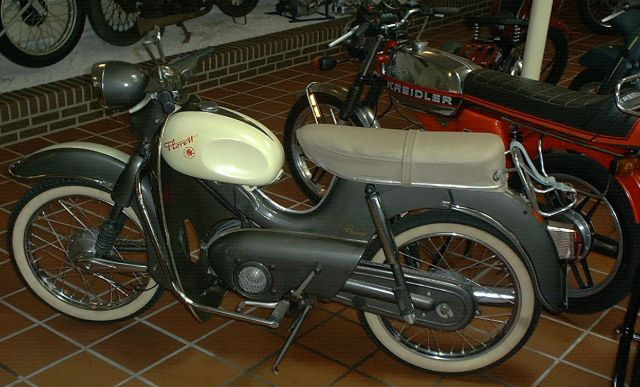
Kreidler florett-mopeder, äldre (förgrunden) och nyare (bakgrunden).

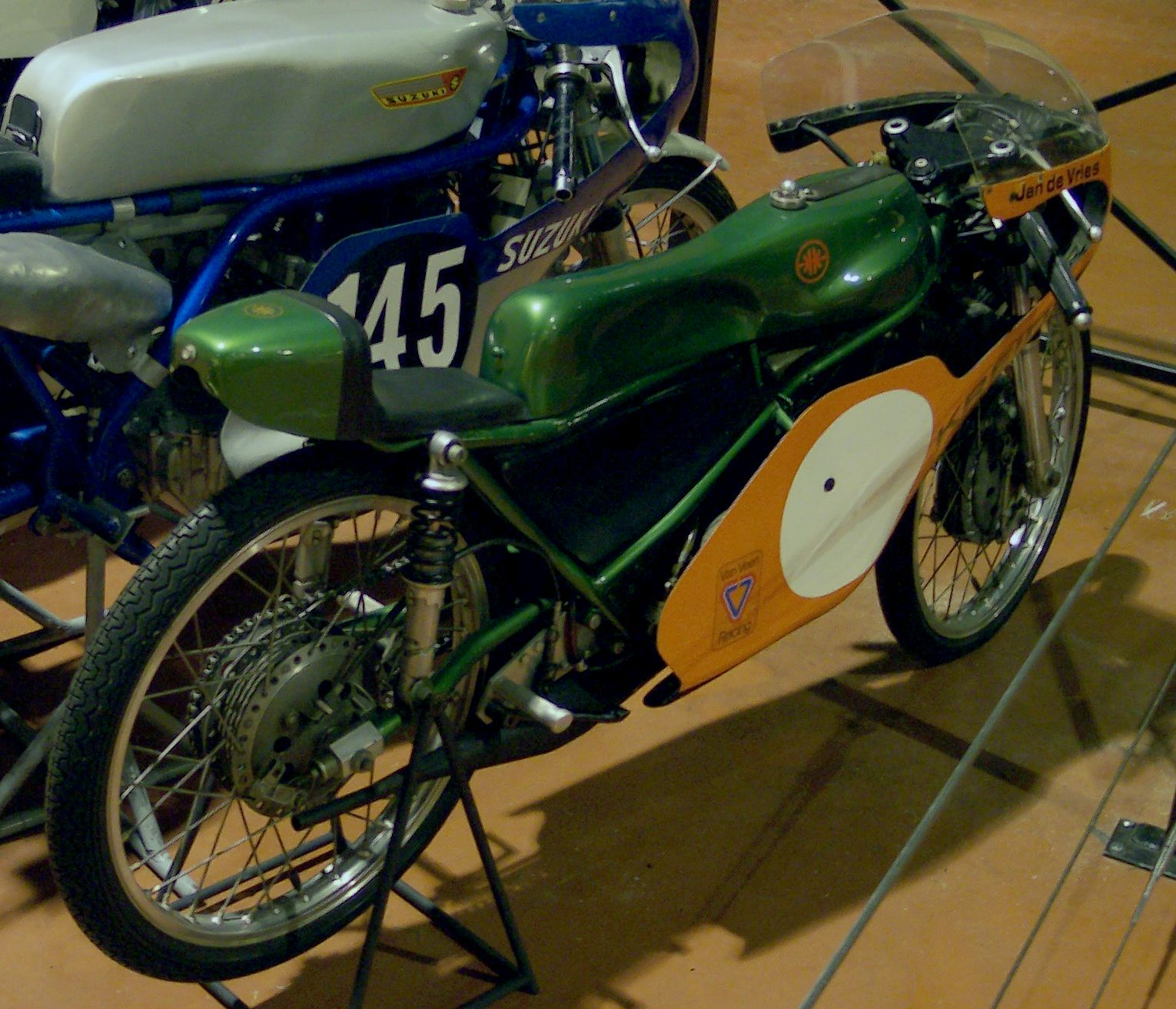
Kreidler 50cc Grand Prix-racer

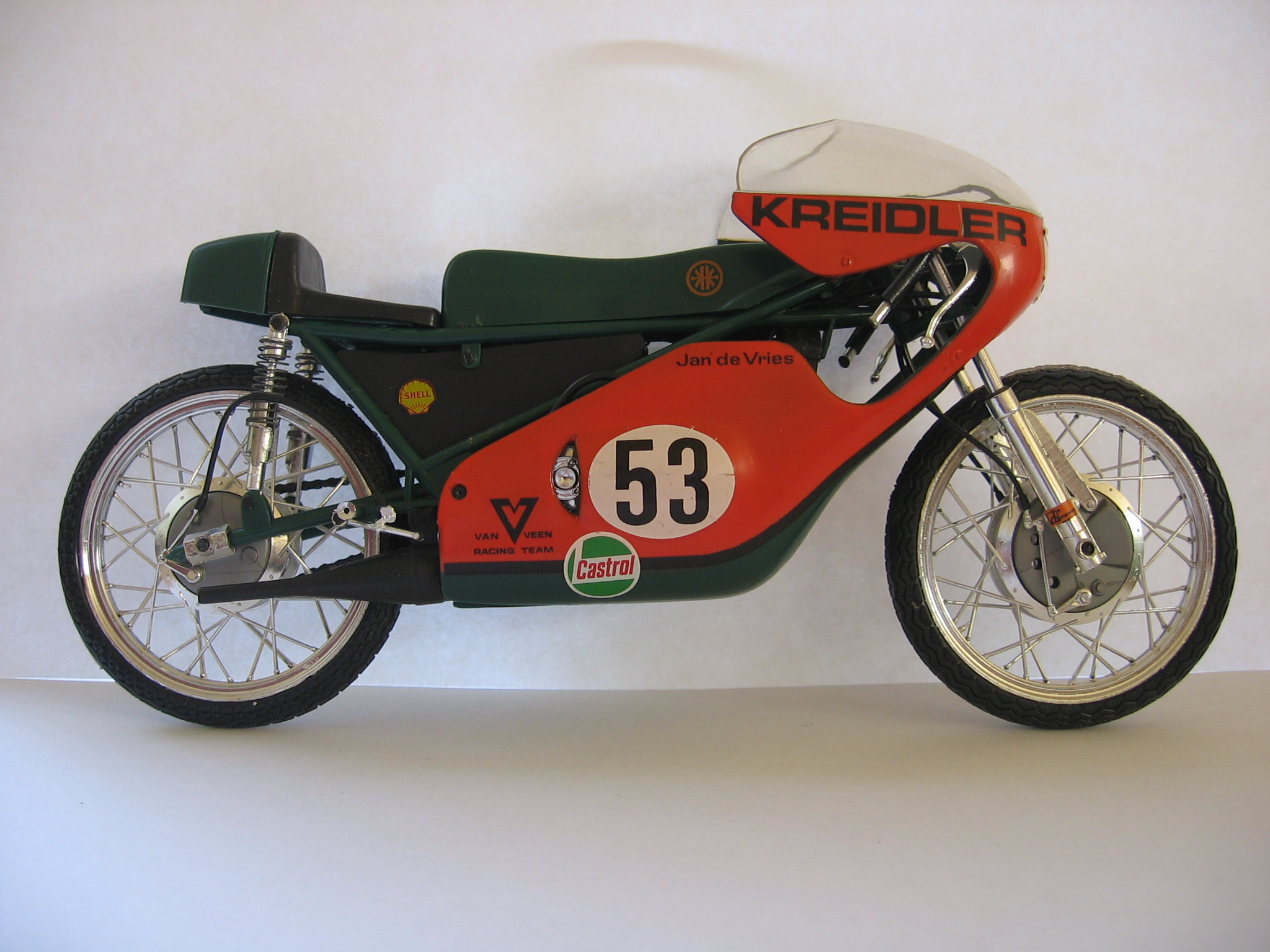
Jan de Vries Kreidler 50cc racer.

Kreidler är en tillverkare av mopeder och lättare motorcyklar samt även gokart från Kornwestheim, Tyskland.
Kreidler tävlade framgångsrikt i Grand Prix i roadracing och tog mellan 1971 och 1983 9 VM-titlar i 50cc-klassen.